# کرونشتات

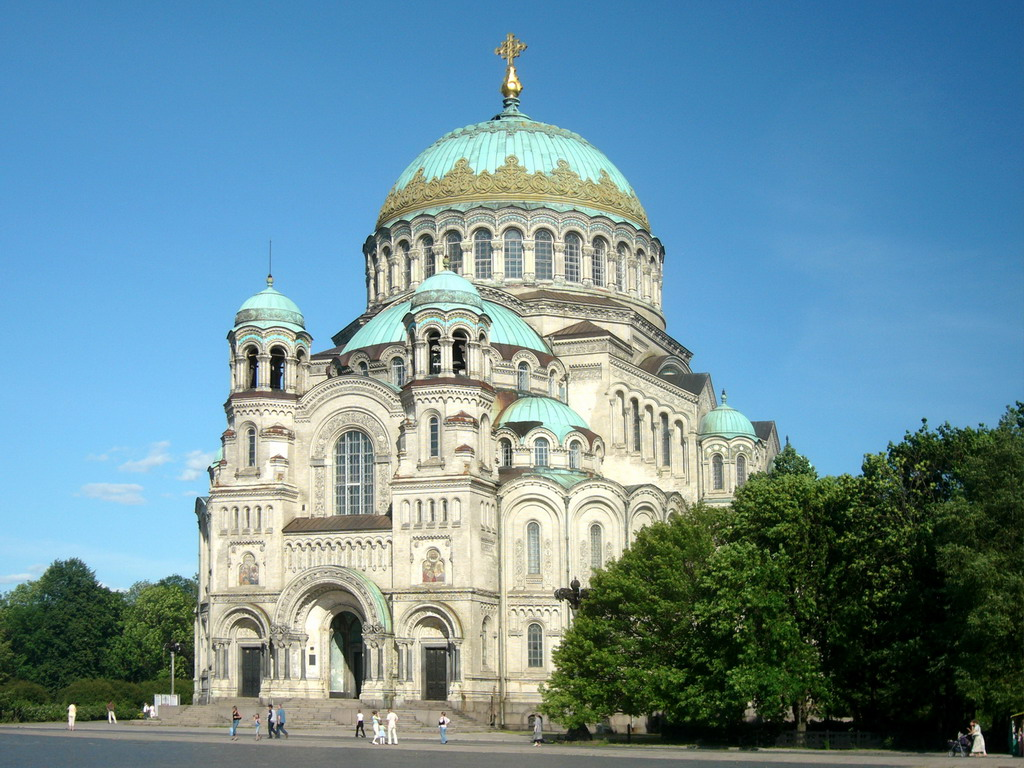
کلیسای جامع سنت نیکلاس در کرونشتات. این کلیسا به عنوان کلیسای نیروی دریایی در بین سالهای ۱۹۰۳ تا ۱۹۱۳ ساخته شده است.

کرونشتات یا کرونستادت (به روسی: Кронштадт) شهری بندری است در روسیه واقع در جزیره کوتلین که در شرق خلیج فنلاند قرار گرفته است. این شهر تا شهر سن پترزبورگ سی کیلومتر فاصله دارد.
کرونشتات (به روسی Кроншта́дт) از دو کلمه آلمانی Krone به معنی تاج یا شاهنشاه و Stadt به معنی شهر تشکیل شده است. این شهر تحت اداره شهر فدرالی سن پترزبورگ قرار دارد و بندر اصلی آن به‌شمار می‌رود. در مارس ۱۹۲۱ محل وقوع شورش معروف به کرونشتات بود.
از نظر سنتی، بنیاد ناوگان جنگی روسیه در آنجا گذاشته شد و وظیفه ناوگان دریای بالتیک روسیه مستقر در کرونشتات مستقر نگاهبانی از راه‌های منتهی به سن پترزبورگ بود. این شهر شهری تاریخی است و استحکامات آن در فهرست آثار میراث جهانی قرار دارند.
پیتر بزرگ با درآوردن جزیره کاتلین و چنگ سوئدی‌ها در ۱۷۰۲، کرونشتات را پایه‌گذاری کرد. اولین استحکامات آن در ۱۸ مه ۱۷۰۴ ساخته شد که به دژهای کرونشتات معروف هستند و بسیار سریع ساخته شدند. در سده نوزدهم دژهای کرونشتات کاملاً بازسازی شد.

## شهرهای خواهر خوانده
- آسی پوویچی، بلاروس
- گوشیکی، ژاپن
- کوتکا، فنلاند
- مولهاوزن، آلمان
- نافلیون، یونان
- نوردبورگ، دانمارک
- پیلا، لهستان
- تولون، فرانسه

## جنگ داخلی
طی جنگ داخلی روسیه، ملوانان بندر کرونشتات تا سال ۱۹۲۱ در حمایت از ارتش سرخ جنگیدند. در آن دوران ملوانان کرونشتات هم بر ضد ارتش سفید و هم بر ضد برخی از کشورهای غربی حامی ارتش سفید می‌جنگیدند.
پس از شکست ارتش سفید و رفع خطر خارجی، ملوانان کرونشتات علیه بلشویک‌ها وارد جنگ شدند زیرا تسلط دولت تک‌حزبی را خیانت به آرمان‌های انقلاب ۱۹۱۷ روسیه می‌دانستند. در ۱۹۲۱، گروهی از ملوانان، سربازان و هواداران غیرنظامی آن‌ها علیه دولت بلشویک در کرونشتات شوروی شورش کردند. پادگان آن‌ها قبلاً مرکز حمایت اصلی از بلشویک‌ها بود و در تمام دوران جنگ داخلی، یعنی بین سال‌های ۱۹۱۷ تا ۱۹۲۱، ملوانان کرونشتات در خط مقدم حملات بلشویک‌ها علیه ارتش سفید بودند. خواست اصلی آن‌ها «آزادی بیان»، خاتمه دادن به اردوگاه‌های کار اجباری، تغییر سیاست‌های جنگی شوروی، و حذف «کنترل حزبی» بر شوراهای کارگری شوروی بود. پس از گفتگوهایی کوتاه بین ملوانان و مسئولان حکومت وقت، لئون تروتسکی با گسیل کردن نیروهای ارتش سرخ به کرونشتات همراه با چکا، شورش ملوانان را سرکوب کرد.

## جنگ جهانی دوم
در طول جنگ جهانی دوم، بندر کرونشتات چندین بار توسط نیروی هوایی آلمان نازی بمباران شد. از معروف‌ترین این بمباران‌ها می‌توان به بمباران کشتی جنگی مارات شوروی و غرق شدن آن اشاره کرد.